# Локальный цвет (искусство)
Локальный цвет в живописи — используемый художником условный цвет, соответствующий исходной окраске изображаемого предмета. Доминирующий оттенок цвета, без учёта света, теней, рефлексов от окружающих предметов, вне зависимости от расположения предмета в пространстве.
Данное понятие ввёл Леонардо да Винчи в своей книге «Трактат о живописи». В работах Леонардо этот приём отчетливо виден в пейзажах, находящихся на заднем плане картин. Применение локального цвета свойственно для изобразительного искусства времён средневековья, раннего Возрождения и классицизма.
Локальный цвет отвергался импрессионистами, использовался активно экспрессионизмом и в других направлениях искусства XX века.
Локальный цвет в реалистической живописи и в научных исследованиях зрительного восприятия используется в значении цвета, который является результатом интерпретации мозгом конкретного участка изображения. Этот цвет может существенно отличаться как от исходного, неискажённого окружением цвета предмета, так и от спектральной характеристики изображения, наблюдаемого человеком.
Локальный цвет в скульптуре — цвет исходного материала, непокрашенных участков.